# Federazione cestistica del Qatar
La Federazione cestistica del Qatar è l'ente che controlla e organizza la pallacanestro in Qatar.
La federazione controlla inoltre la nazionale di pallacanestro del Qatar. Ha sede a Doha e l'attuale presidente è Saud Bin Ali Al-Thani.
È affiliata alla FIBA dal 1973 e organizza il campionato di pallacanestro del Qatar.